# Арктична пустеля
Аркти́чна пусте́ля, зона арктичних пустель — найпівнічніша природна зона Землі, частина арктичного географічного поясу, басейну Північного Льодовитого океану. 

## Загальний опис
Ця природна зона характеризується суворим арктичним кліматом. Простори покриті льодовиками, щебенем й уламками каменів. Займає акваторію Північного Льодовитого океану, північне узбережжя Росії (північ півострова Таймир, Землю Франца-Йосифа, північ Нової Землі, архіпелаги Північна Земля, Новосибірські острови та острів Врангеля), архіпелаг Шпіцберґен (Норвегія), гори на півночі Скандинавії та Ісландії, острів Гренландію (Данія), Канадський Арктичний архіпелаг (Канада) та північну частину Аляски (США).

Краєвиди арктичних пустель
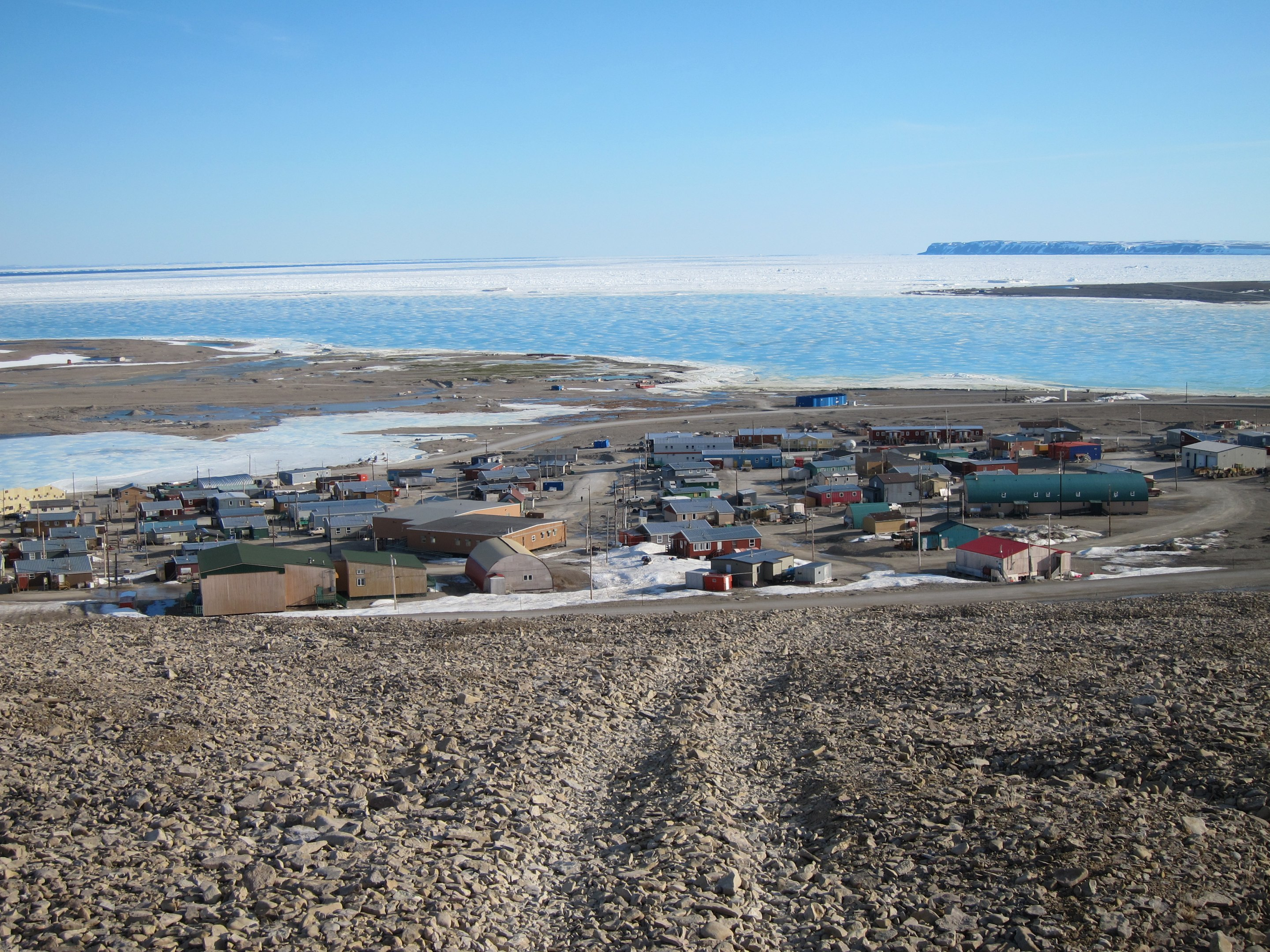
Острів Резольют, Канадський Арктичний архіпелаг
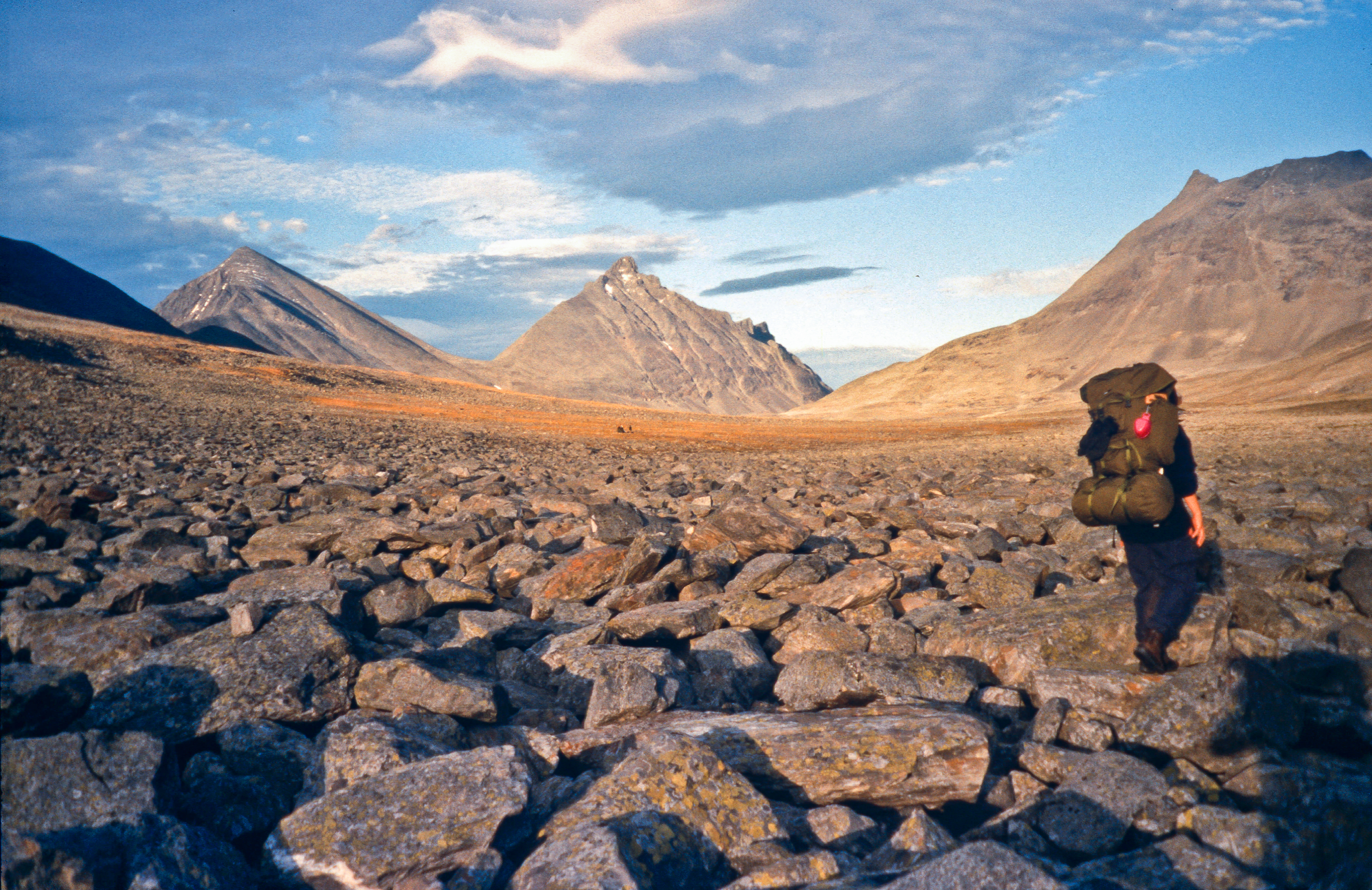
Гірський масив Кебнекайсе, Швеція
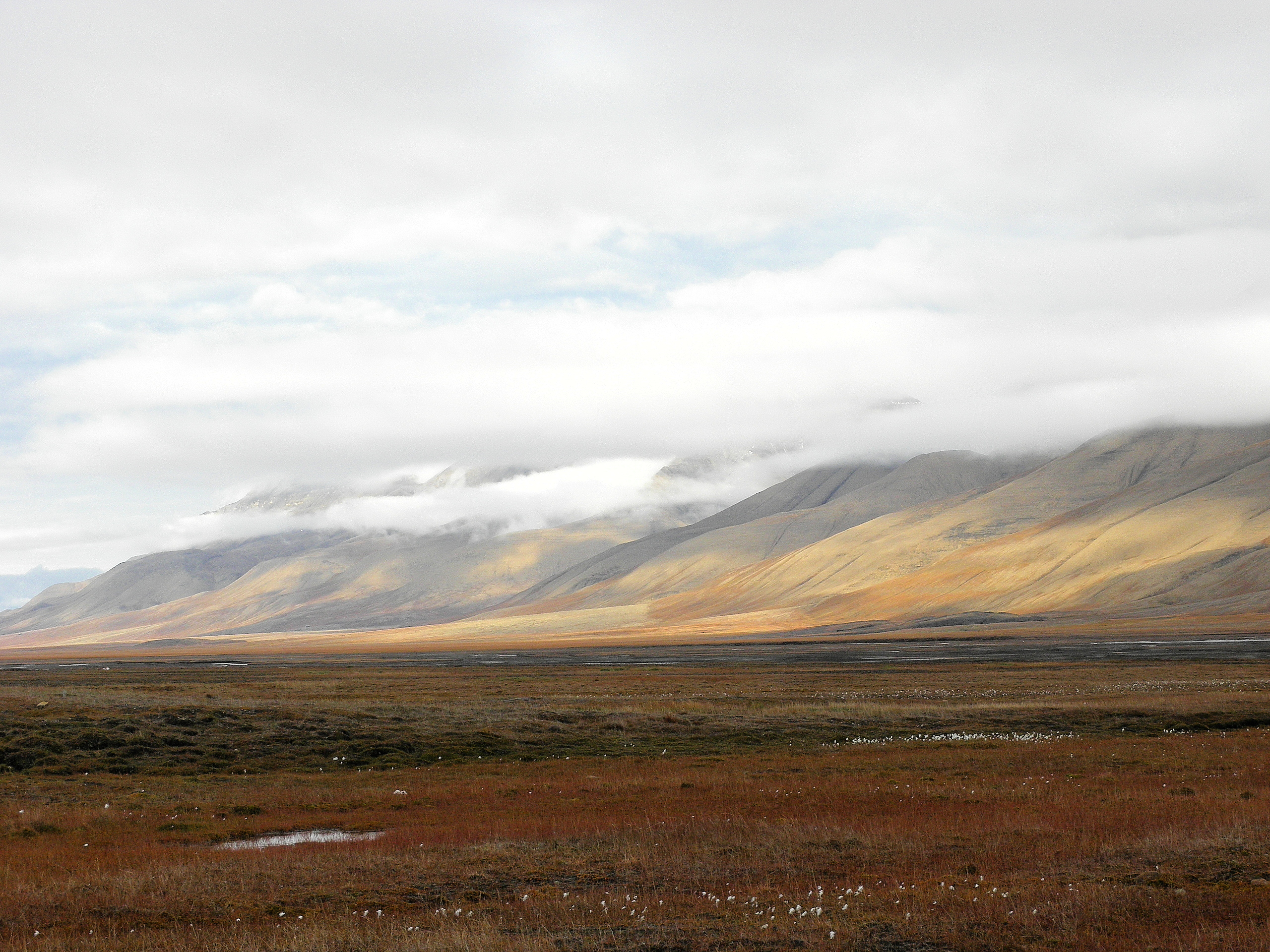
Шпіцберген
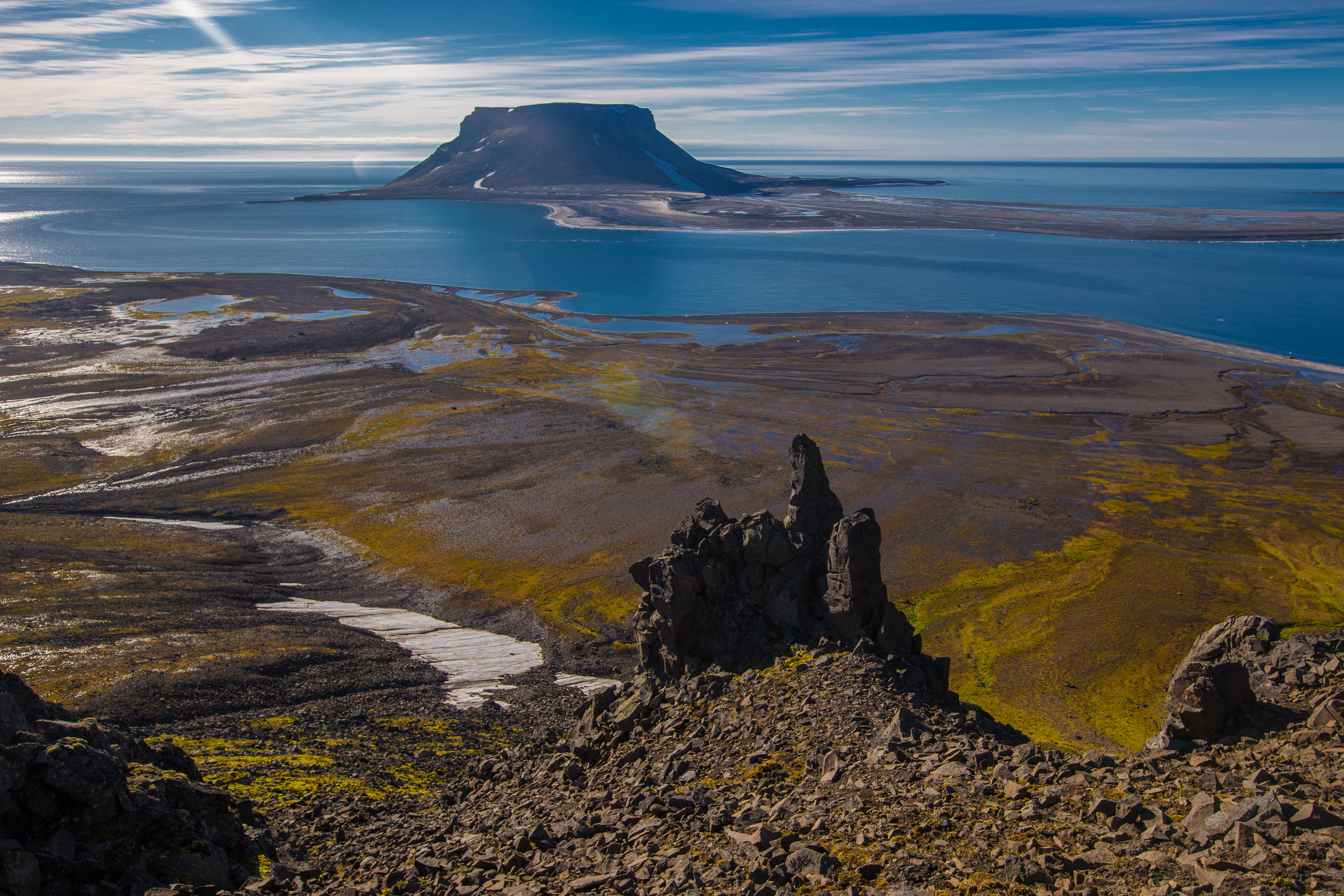
Острів Белл, Земля Франца-Йосифа

## Клімат
Характерні низькі температури повітря взимку, від -12 °C на Шпіцбергені до −50 °C на льодовиковому щиті Гренландії. У середньому −30 °C у лютому і +1 °C у липні. Низька температура — наслідок не тільки того, що Сонце ніколи не підіймається високо над горизонтом, але й того, що його світло відбивається снігом та льодом. Тривалість полярної ночі (взимку) — 145 діб, полярного дня (влітку) — 150 діб. Річний радіаційний баланс або від'ємний або з незначний додатний. Взимку зігріваючу роль виконують теплі океанічні течії та власне водні маси океану. Влітку водні маси заважають прогріванню повітря через значне поглинання сонячної радіації. Температури повітря коливаються від +5 °C на узбережжі до +15 °C вдалині від берега, безморозні періоди відсутні. Влітку багаторічномерзлий ґрунт тане на глибину 0,25-1,3 м. Відносна вологість через близькість океану досить висока, повітря насичене водяною парою, тумани. Річна сума атмосферних опадів 200—300 мм, до 400, головним чином у вигляді снігу. Через низькі температури радіаційний індекс сухості коливається в діапазоні ≤0-0,35.

## Гідрографія
Природні умови надзвичайно суворі. Дуже поширена багаторічна мерзлота. Острови майже цілий рік вкриті снігом і льодом, лише стрімкі південні береги й кручі влітку вільні від снігу. На островах Канадського Арктичного архіпелагу, Гренландії, Шпіцбергені, Землі Франці-Йосифа, Новій Землі значні льодовикові масиви — релікти льодовикових періодів. Значна частина Новосибірських островів складена викопним льодом.

## Ґрунти
Ґрунти малопотужні, із плямистим (острівним) поширенням в основному тільки під рослинністю. Хімічні процеси в ґрунтах за низької температури надзвичайно уповільнюються, що вкрай уповільнює процеси ґрунтоутворення. Часті відлиги поверхневих шарів призводять до утворення характерного арктичного мікрорельєфу — мілкоземлисті медальйони, полігональні тріщинуваті поверхні.

## Рослинність
Арктична пустеля практично позбавлена рослинності: немає чагарників, лишайники й моху, що ростуть улітку на звільнених від снігу і льоду ділянках, на кам'янистих і болотистих ґрунтах, не утворюють суцільного покриву. Верхній вкрай розріджений ярус представлений головним чином осоками, деякими злаками. Украй повільна відтворюваність рослинності. Флора арктичних пустель налічує приблизно 100 видів вищих рослин. Найхарактернішими з яких є: ломикамінь, полярний мак, сніговий жовтець та ін. Характерною особливістю арктичних пустель є снігові колонії мікроскопічних водоростей, що заселяють поверхню снігів. За полярного дня для них тут створені всі умови для бурхливого розвитку: достатньо сонячного світла завдяки відбивній властивості снігу; достатньо вологи, що її дає танення; досить гомогенні температури, що їй обумовлює власне процес танення снігу. Такі колонії водоростей забарвлюють снігову кірку в червоний та бурий кольори.

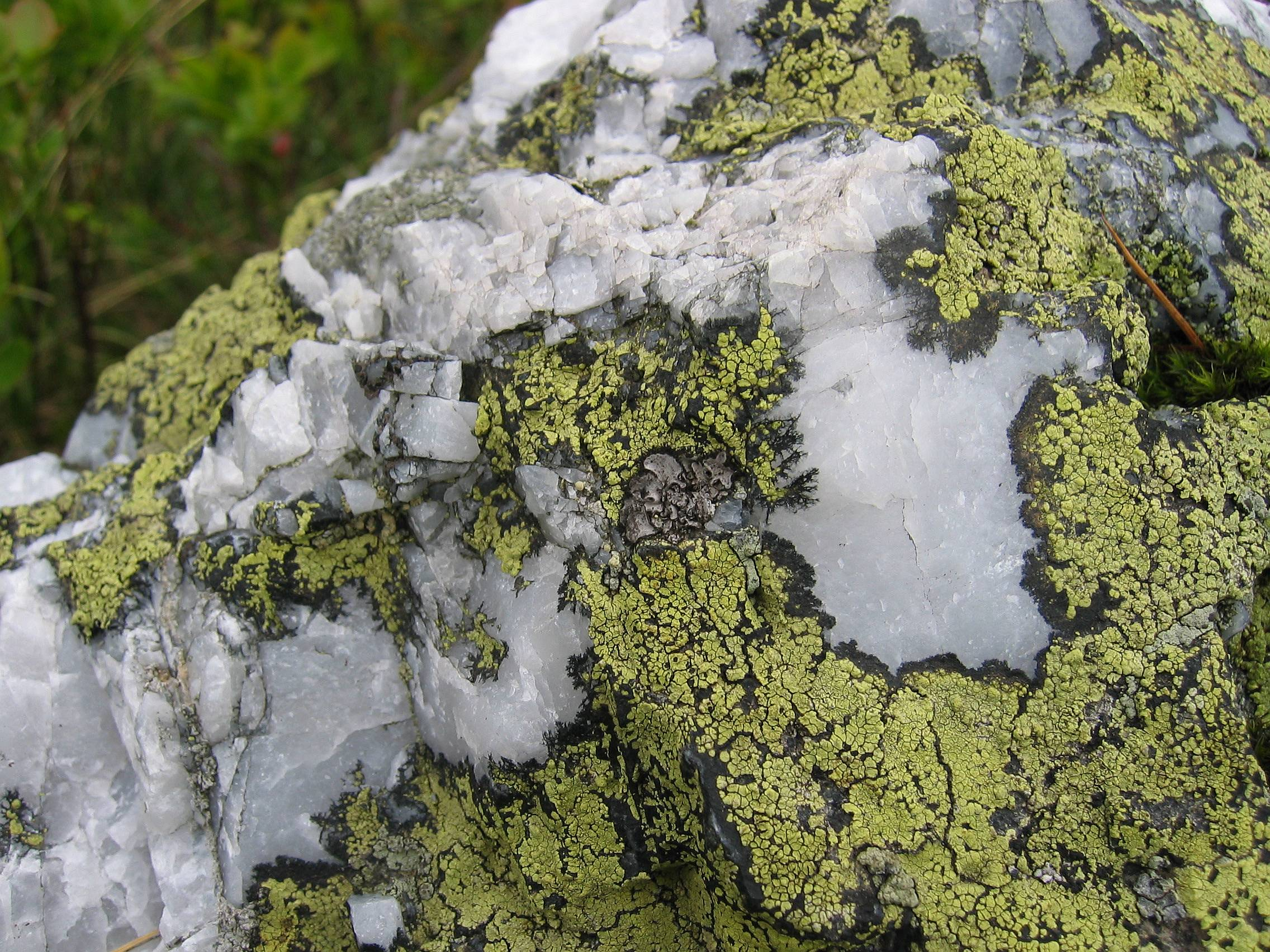
Накипні лишайники
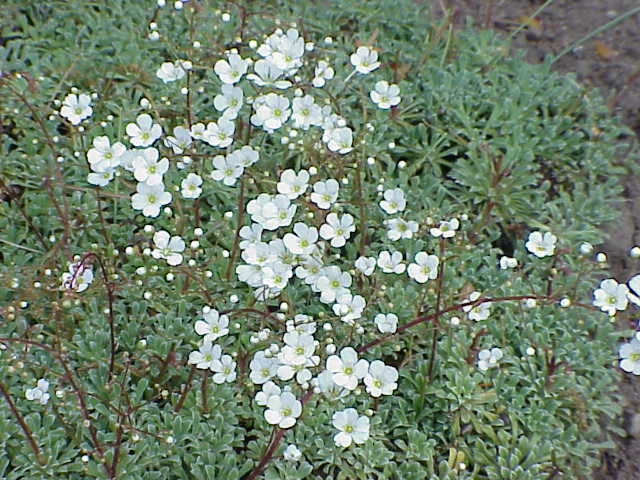
Ломикамінь
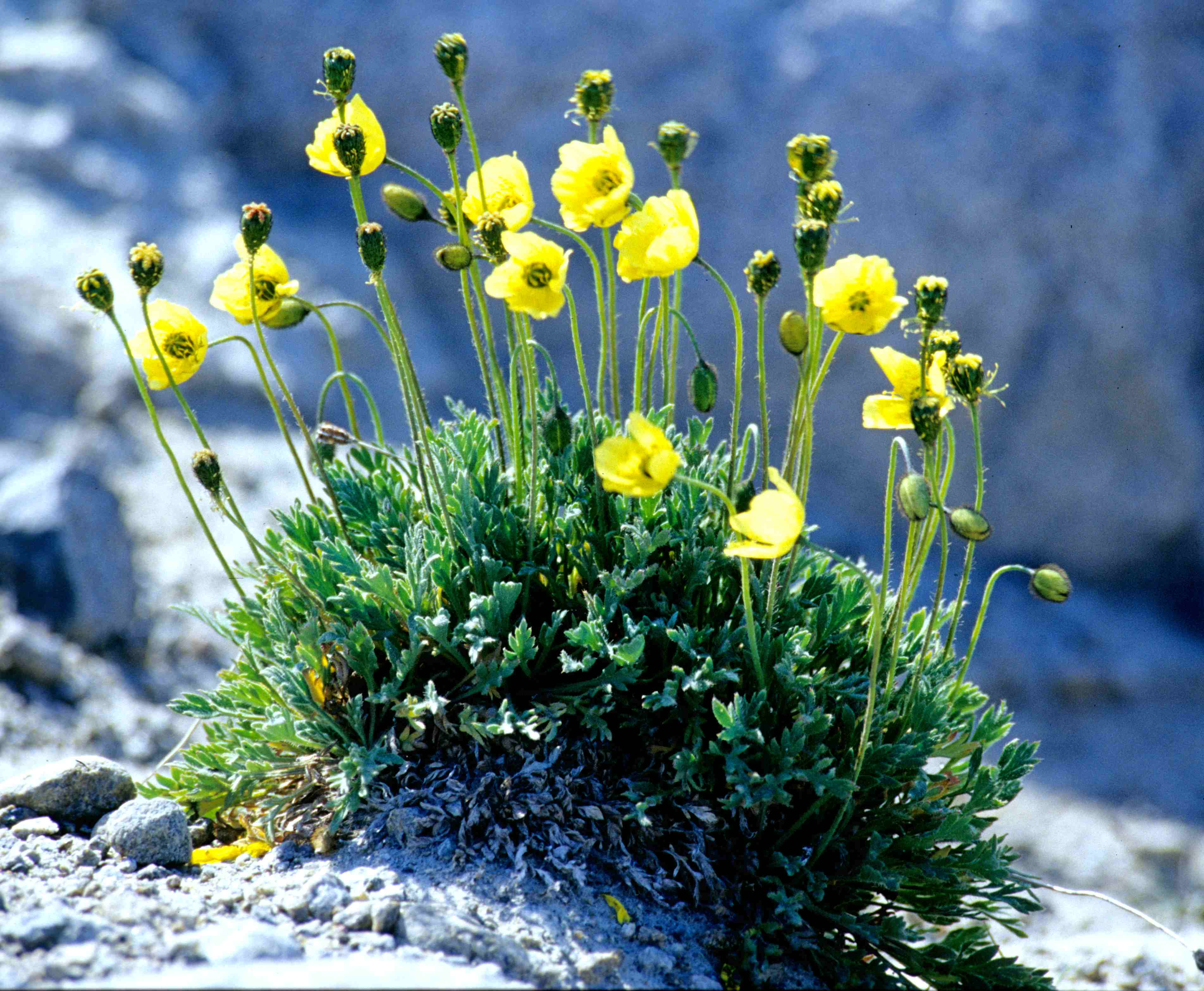
Полярний мак
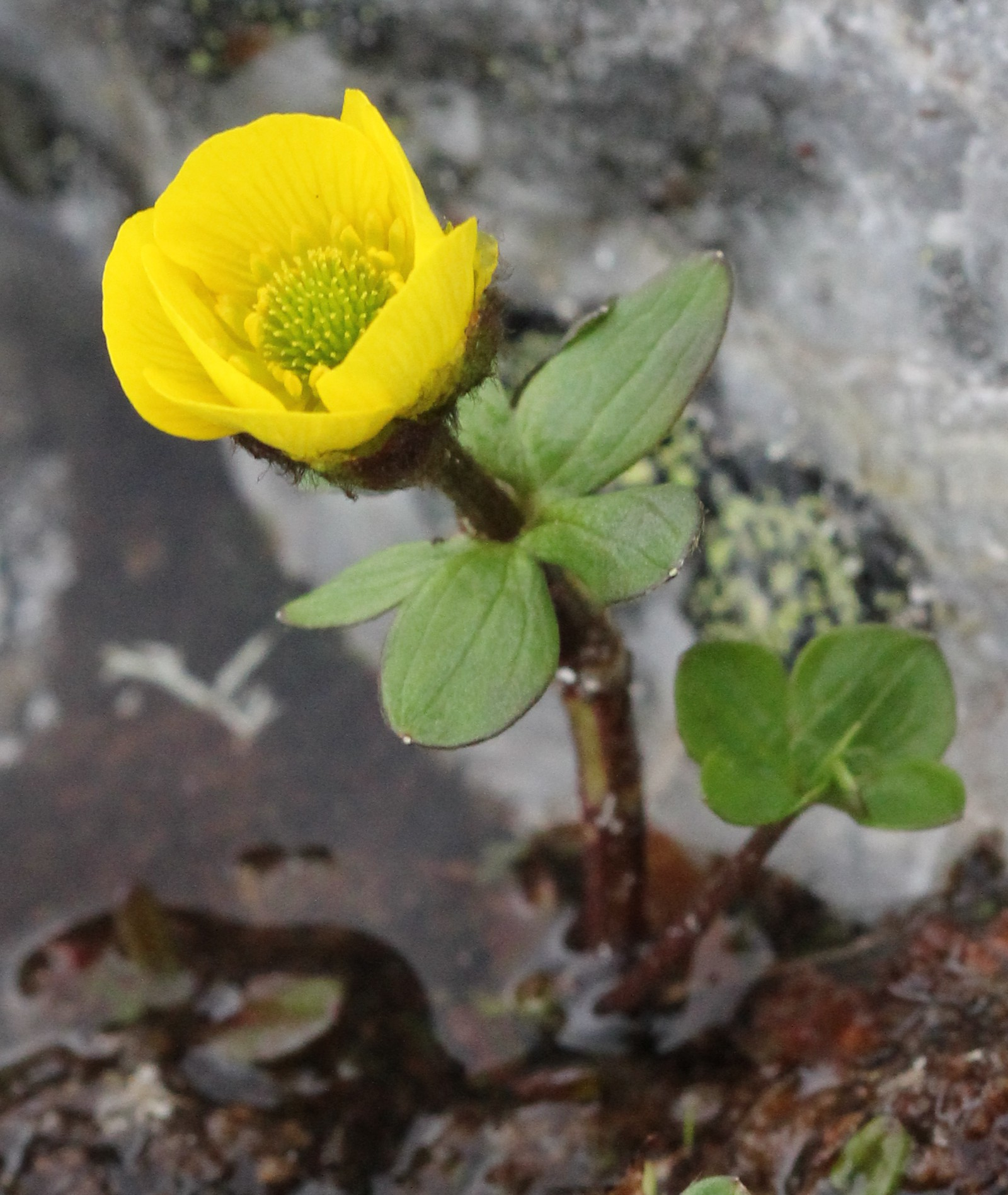
Сніговий жовтець

## Тваринний світ
Фауна переважно морська: морж, тюлень, улітку пташині базари (чистун, кайра, люрик). Наземна фауна бідна: песець, білий ведмідь, лемінг, якими живляться песець, вовк. З льодовикового періоду тут водиться вівцебик.